# モニカ・ツェールト
モニカ・ツェールト （Monika Zehrt、1952年9月29日- ）は、東ドイツの陸上競技選手。1972年ミュンヘンオリンピックの金メダリストである。ザクセン州ドレスデン行政管区マイセン郡リーザ出身。

## 経歴
ツェールトは、1970年代の初頭に活躍した400mを得意とした選手である。1972年ミュンヘンオリンピックでは、51秒08で、西ドイツのリタ・ウィルデンと接戦のうえ勝利し、金メダルを獲得。19歳での金メダル獲得は、現在でもこの種目での最年少記録である。さらに4×400mリレーにも出場。ダグマル・ケスリンク、リタ・キューネ、ヘルガ・サイドラーとともに東ドイツの金メダル獲得に貢献した。
ツェールトは1974年に現役を引退。外国貿易を学び、家具会社に勤務した。